# Фридрих Еберхард Йозеф Франц фон Золмс-Зоненвалде
Фридрих Еберхард Йозеф Франц фон Золмс-Зоненвалде (на немски: Friedrich Eberhard Joseph Franz Graf zu Solms-Sonnenwalde; * 7 април 1732 в Зоненвалде; † 20 октомври 1758 в Зоненвалде) е граф на Золмс-Зоненвалде.
Той е големият син на граф Фридрих Еберхард фон Золмс-Зоненвалде (1691 – 1752), господар във Вендиш и Нидер-Золанд, и съпругата му графиня Мария Шарлота Алойзия фон Шерфенберг (1699 – 1780), дъщеря на граф Франц Антон фон Шерфенберг и графиня Франциска Елеонора фон Ламберг.
Фридрих Еберхард Йозеф Франц фон Золмс-Зоненвалде умира на 26 години на 20 октомври 1758 г. в Зоненвалде и е погребан при баща му и майка му във Витихенау.

## Фамилия
Фридрих Еберхард Йозеф Франц фон Золмс-Зоненвалде се жени на 3 февруари 1754 г. в Дрезден за фрайин Мария Вилхелмина Ширндингер фон Ширндинг (* 10 ноември 1733; † 1803), дъщеря на фрайхер Йохан Антон Ширндингер фон Ширндинг († 1756) и фрайин Мария Катарина Хизерле фон Ходау († 1760). Те имат две деца:
- Август Фридрих Йозеф Антон (* 31 януари 1755; † 6 януари 1761)
- Мария Антония Фридерика Еберхардина (* 17 август 1756, Зоненвалде; † 9 март 1802, Прага), омъжена 1780 г. или на 5 юни 1785 г. в Прага за фрайхер Каспар фон Ледебур († 2 февруари 1790)

Вдовицата му Мария Вилхелмина Ширндингер фон Ширндинг се омъжва втори път за граф Франц Ксавер фон Вицник († 14 август 1789).